# Anamanaguchi
Anamanaguchi é uma banda nova-iorquina de indie rock chiptune criada em 2004, que "faz música alta e rápida com um NES de 1985 hackeado." Os membros da banda são: o compositor Peter Berkman, o baixista James DeVito, o guitarrista Ary Warnaar e o baterista Luke Silas.
Assim como outras bandas do gênero Chiptune, a Anamanaguchi faz músicas usando consoles de videogame antigos: um NES e um Game Boy. Entretanto, diferente de outras bandas, utilizam também instrumentos convencionais, como guitarra, baixo e bateria, além dos sintetizadores para criar uma fusão dos sons digitais e tradicionais. Apesar deles usarem videogames de meados da década de 1980, Berkman disse que a música deles não tem semelhança com música de videogames, já que suas principais influências são "música pop convencional, como Weezer e os Beach Boys."

## Discografia

### Álbuns de estúdio
- 2009 - Dawn Metropolis
- 2013 - Endless Fantasy
- 2019 - [USA]

### Trilhas sonoras
- 2010 - Scott Pilgrim vs. The World: The Game - Original Videogame Soundtrack
- 2016/2017 - Capsule Silence XXIV

### EPs
- 2006 - Power Supply

### Singles
- 2010 - "Airbrushed"
- 2010 - "My Skate Will Go On"
- 2010 - "Aurora (Meet Me in the Sky)"
- 2010 - "Mess"
- 2014 - "Meow"
- 2014 - "Endless Fantasy"
- 2014 - "Prom Night" (com Meesh)
- 2014 - "Pop It"
- 2016 - "Miku" (com Hatsune Miku)
- 2019 - "Lorem Ipsun"